# Виён (Кушониёнский район)
Виён (тадж. Виён) — село в Кушониёнском районе Хатлонской области Республики Таджикистан. Входит в состав джамоата (сельской общины) Сарвати Истиклол Кушониёнского района.
Находится на расстоянии 13 км от райцентра (пгт. им. Исмоила Сомони) и 8 км до центра общины (с. им. Сироджа Фаттоева).
Население — 1292 чел. (2017).